# Ricerche di Pedagogia e Didattica
Ricerche di Pedagogia e Didattica. Journal of Theories and Research in Education è una rivista accademica internazionale, nata nel 2006 sotto la direzione di Franco Frabboni, e pubblicata dal dipartimento di Scienze dell'Educazione "Giovanni Maria Bertin" dell'Università di Bologna. Si occupa di studi e ricerche nel campo della pedagogia e della didattica.
Pubblica ad accesso aperto, con licenza CC BY-NC-ND, in inglese e italiano, con diffusione internazionale, utilizzando un processo di revisione double blind peer review.
Nel 2012, è diventata una rivista di classe A nelle liste redatte dall'ANVUR.

## Diffusione
La rivista è indicizzata nei seguenti database:
- Academia.edu
- ACNP
- BASE
- DOAJ
- EZB
- Google Scholar
- LibTOCs
- JournalTOCs
- JURN
- PLEIADI
- Scirus
- Ulrich's
- Worldcat